# Bantariella verticillata
Bantariella verticillata är en mossdjursart som först beskrevs av Heller 1867.  Bantariella verticillata ingår i släktet Bantariella och familjen Mimosellidae. Inga underarter finns listade i Catalogue of Life.